# Vera Galusjka-Dujunova
Vera Illarionovna Galusjka-Dujunova (russisk: Вера Илларионовна Галушка-Дуюнова, født 11. april 1945, død 2. marts 2012) var en sovjetisk volleyballspiller, der spillede på det sovjetiske landshold ved blandt andet OL 1968 og 1972). 
Hun var født Galusjka i Krasnodar og begyndte at spille volleyball i hjembyens klub Dynamo i 1961. I perioden 1965-1975 spillede hun i Dynamo Tasjkent. Hun spillede på landsholdet i perioden 1966-1974, og hun var dermed en del af det hold, der dominerede sporten i 1960'erne og begyndelsen af 1970'erne, hvor det blev til guldmedalje ved både OL 1968 og OL 1972. Desuden vandt Sovjetunionen VM-guld i 1970 og -sølv i 1974, ligesom det blev til guld ved World Cup 1973 og Universiaden samme år.
Efter sin aktive karriere arbejdede Galusjka-Dujunova (som hun hed fra 1969) som træner i sin sport i Usbekistan. Senere fungerede hun på det organisatoriske plan, blandt andet en periode som præsident for de usbekiske olympiske deltagere, formand for Usbekistans volleyballforbund og vicepræsident for landets olympiske komité.